# Норт-Коллінс (Нью-Йорк)
Норт-Коллінс (англ. North Collins) — місто (англ. town) в США, в окрузі Ері штату Нью-Йорк. Населення — 3504 особи (2020).

## Демографія
Згідно з переписом 2010 року, у місті мешкали 3523 особи в 1368 домогосподарствах у складі 963 родин. Було 1508 помешкань
Расовий склад населення:
| - 96,5 % — білих - 1,3 % — корінних американців - 0,3 % — чорних або афроамериканців |

До двох чи більше рас належало 1,5 %. Частка іспаномовних становила 2,3 % від усіх жителів.
За віковим діапазоном населення розподілялося таким чином: 23,4 % — особи молодші 18 років, 62,1 % — особи у віці 18—64 років, 14,5 % — особи у віці 65 років та старші. Медіана віку мешканця становила 42,1 року. На 100 осіб жіночої статі у місті припадало 98,5 чоловіків;  на 100 жінок у віці від 18 років та старших — 96,6 чоловіків також старших 18 років.
Середній дохід на одне домашнє господарство  становив 69 862 долари США (медіана — 61 854), а середній дохід на одну сім'ю — 82 090 доларів (медіана — 72 992). Медіана доходів становила 42 255 доларів для чоловіків та 40 521 долар для жінок. За межею бідності перебувало 5,2 % осіб, у тому числі 1,3 % дітей у віці до 18 років та 4,1 % осіб у віці 65 років та старших.
Цивільне працевлаштоване населення становило 1713 осіб. Основні галузі зайнятості: освіта, охорона здоров'я та соціальна допомога — 22,1 %, роздрібна торгівля — 15,8 %, виробництво — 13,7 %.